# Juan López de Salamanca
Juan López de Salamanca OP (auch Juan López de Zamora, * um 1385 in Salamanca oder Zamora; † 17. April 1479 in Plasencia) war ein spanischer Theologe und Dominikaner.

## Leben und Werk
Juan López de Salamanca legte seine Ordensprofess im Dominikanerkloster San Esteban in Salamanca ab. In diesem Kloster vervollständigte er seine humanistische Ausbildung und absolvierte seine philosophischen und theologischen Studien. Hier arbeitete er auch viele Jahre als Lehrer. Im Jahr 1462 ernannte ihn das Generalkapitel des Predigerordens zum Studienregenten dieses Klosters. Darüber hinaus war Juan López de Salamanca der Beichtvater von Leonor Pimentel, der Herzogin von Plasencia, der Tochter des Grafen von Benavente, Alfonso Rodríguez Pimentel. Aus Rücksicht auf Juan López de Salamanca förderte diese Herzogin den Bau des monumentalen Dominikanerklosters in Plasencia, das dem Heiligen Vinzenz Ferrer gewidmet war. Während der Bauarbeiten (1464–1487) lebten die Brüder in einem Privathaus. Juan López de Salamanca wurde 1477 nach Tormes gerufen, um die Lehren des Theologieprofessors der Universität Salamanca Petrus Martínez von Osma zum Sakrament der Beichte oder Buße und zum Sakrament des Ablasses zu widerlegen. Petrus Martínez von Osmas Lehren wurden daraufhin 1479 auf einer Bischofs- und Theologenversammlung in Alcalá verurteilt.
Petrus Martínez von Osma behauptete, die Sünde würde allein durch die Reue des Sündigen getilgt. Der geweihte Priester beziehungsweise das Sakrament der Weihe sei zur Vergebung der Sünde in keiner Weise notwendig. Juan López führte dagegen in mehrfacher Weise aus, dass der geweihte Priester (also das Weihesakrament) notwendig sei, damit die Reue des Sünders überhaupt wirksam werden kann. Auch in Bezug auf den Ablass sprach Petrus Martínez von Osma dem Papst und der gesamten kirchlichen Hierarchie jegliche Macht ab. López de Salamanca verteidigt dagegen eine bestimmte Gerichtsbarkeit der Kirchenhierarchen, die Anteil an der absoluten Macht Christi teilen und so auf irgendeine Weise die Seelen im Fegefeuer erreichen und so den Ablass, also das Erlassen von Sündenstrafen, bewirken.
Für Philologen und Sprachhistoriker sind Juan López Schriften in spanischer Sprache von großem Wert. Hier finden Sie wichtige Hinweise für das Studium des Evolutionsprozesses der Sprache an der Schwelle zum Goldenen Zeitalter.